# Plecia elongata
Plecia elongata är en tvåvingeart som beskrevs av Hardy 1952. Plecia elongata ingår i släktet Plecia och familjen hårmyggor. Inga underarter finns listade i Catalogue of Life.